# National League 2016-17
La National League 2016-17 fue la segunda temporada de la quinta división inglesa, desde su creación en 2015. El Cheltenham Town fue el último campeón del título. En el play-off, ascendió el Grimsby Town.
Un total de 24 equipos participan en la competición, incluyendo 18 equipos de la temporada anterior, 2 provenientes de la National League North 2015-16, 2 provenientes de la National League South 2015-16 y 2 provenientes de la Football League Two 2015-16.

## Equipos participantes

### Ascensos y descensos
| Pos | a Football League Two    |
| --- | ------------------------ |
| 1º  | Cheltenham Town          |
| 4º  | Grimsby Town (Promoción) |

| Pos | a Conference Premier |
| --- | -------------------- |
| 23º | Dagenham & Redbridge |
| 24º | York City            |

| Pos   | a Conference Premier             |
| ----- | -------------------------------- |
| 1º N. | Solihull Moors                   |
| 1º S. | Sutton United                    |
| 2º N. | North Ferriby United (Promoción) |
| 3º S. | Maidstone United (Promoción)     |

| Pos | a National League North o South                |
| --- | ---------------------------------------------- |
| 21º | Halifax Town (National League North)           |
| 22º | Altrincham (National League North)             |
| 23º | Kidderminster Harriers (National League North) |
| 24º | Welling United (National League South)         |

### Datos de los equipos
| Equipo                                    | Ciudad            | Entrenador       | Estadio                         | Aforo  | Marca             | Patrocinador                  |
| ----------------------------------------- | ----------------- | ---------------- | ------------------------------- | ------ | ----------------- | ----------------------------- |
| Aldershot Town                            | Aldershot         | Gary Waddock     | Recreation Ground               | 7 500  | Adidas            | Bridges.co.uk                 |
| Barrow                                    | Barrow-in-Furness | Paul Cox         | Holker Street                   | 4 414  | PlayerLayer       | St Mary's Hospice             |
| Boreham Wood                              | Borehamwood       | Luke Garrard     | Meadow Park                     | 4 502  | Erreà             | Barnet Southgate Collage      |
| Braintree Town                            | Braintree         | Jamie Day        | Cressing Road                   | 4 202  | Jako              | IronmongeryDirect             |
| Bromley                                   | Bromley           | Neil Smith       | Courage Stadium                 | 6 000  | Macron            | BuyLet.com                    |
| Chester                                   | Chester           | Jon McCarthy     | Deva Stadium                    | 5 376  | Puma              | Mbna                          |
| Dagenham & Redbridge                      | Dagenham          | John Still       | Victoria Road                   | 6 078  | Sondico           | West & Coe                    |
| Dover Athletic                            | Dover             | Chris Kinnear    | Crabble Athletic Ground         | 5 745  | Nike              | Gomez                         |
| Eastleigh                                 | Eastleigh         | Chris Todd       | Estadio Silverlake              | 5 192  | Macron            | Utilita Energy                |
| Forest Green Rovers                       | Nailsworth        | Mark Cooper      | The New Lawn                    | 5 032  | Puma              | Ecotricity                    |
| Gateshead                                 | Gateshead         | Neil Aspin       | Gateshead International Stadium | 11 800 | Sondico           | Intu Metrocentre              |
| Guiseley                                  | Guiseley          | Mark Bower       | Nethermoor Park                 | 4 200  | Pendle Sportswear | Clipper                       |
| Lincoln City                              | Lincoln           | Sincil Bank      | Sincil Bank Stadium             | 10 312 | Erreà             | Bishop Grosseteste University |
| Macclesfield Town                         | Macclesfield      | John Askey       | Moss Rose                       | 6 335  | Umbro             | Arighi Bianchi                |
| Maidstone United                          | Maidstone         | Jay Saunders     | Gallagher Stadium               | 3 030  | Macron            | Britelite                     |
| North Ferriby United                      | North Ferriby     | Steve Housham    | Grange Lane                     | 2 700  | Umbro             | Eon Visual Media              |
| Solihull Moors                            | Solihull          | Marcus Bignot    | Damson Park                     | 3 050  | Surridge          | John Stepherd                 |
| Southport F.C.                            | Southport         | Steve Burr       | Haig Avenue                     | 6 008  | Nike              | County Insurance              |
| Sutton United                             | Sutton            | Paul Doswell     | Gander Green Lane               | 5 013  | Joma              | Drew Smith Limited            |
| Torquay United                            | Torquay           | Chris Hargreaves | Plainmoor                       | 6 500  | Joma              | 420 Skatestore                |
| Tranmere Rovers                           | Birkenhead        | Paul Carden      | Prenton Park                    | 16 567 | Puma              | B&M Waste Services            |
| Woking F.C.                               | Woking            | Garry Hill       | Kingfield Stadium               | 6 036  | Joma              | CALOR Gas Direct              |
| Wrexham F. C.                             | Wrexham           | Kevin Wilkin     | Racecourse Ground               | 10 771 | Macron            | Ifor Williams Trailers        |
| York City                                 | York              | Jackie McNamara  | Bootham Crescent                | 9 196  | Nike              | Benenden                      |
| Datos actualizados al 21 de mayo de 2016. |                   |                  |                                 |        |                   |                               |

## Clasificación
| Pos. | Equipo               | Pts. | PJ | PG | PE | PP | GF | GC | Dif. |
| ---- | -------------------- | ---- | -- | -- | -- | -- | -- | -- | ---- |
| 01.º | Lincoln City         | 99   | 46 | 30 | 9  | 7  | 83 | 40 | 43   |
| 02.º | Tranmere Rovers      | 95   | 46 | 29 | 8  | 9  | 79 | 39 | 40   |
| 03.º | Forest Green Rovers  | 86   | 46 | 25 | 11 | 10 | 88 | 56 | 32   |
| 04.º | Dagenham & Redbridge | 84   | 46 | 26 | 6  | 14 | 79 | 53 | 26   |
| 05.º | Aldershot Town       | 82   | 46 | 23 | 13 | 10 | 66 | 37 | 29   |
| 06.º | Dover Athletic       | 79   | 46 | 24 | 7  | 15 | 85 | 63 | 22   |
| 07.º | Barrow               | 75   | 46 | 20 | 15 | 11 | 72 | 53 | 19   |
| 08.º | Gateshead            | 70   | 46 | 19 | 13 | 14 | 72 | 51 | 21   |
| 09.º | Macclesfield Town    | 68   | 46 | 20 | 8  | 18 | 64 | 57 | 7    |
| 10.º | Bromley              | 62   | 46 | 18 | 8  | 20 | 59 | 66 | −7   |
| 11.º | Boreham Wood         | 58   | 46 | 15 | 13 | 18 | 49 | 48 | 1    |
| 12.º | Sutton United        | 58   | 46 | 15 | 13 | 18 | 61 | 63 | −2   |
| 13.º | Wrexham              | 58   | 46 | 15 | 13 | 18 | 47 | 61 | −14  |
| 14.º | Maidstone United     | 58   | 46 | 16 | 10 | 20 | 59 | 75 | −16  |
| 15.º | Eastleigh            | 57   | 46 | 14 | 15 | 17 | 56 | 63 | −7   |
| 16.º | Solihull Moors       | 55   | 46 | 15 | 10 | 21 | 62 | 75 | −13  |
| 17.º | Torquay United       | 53   | 46 | 14 | 11 | 21 | 54 | 61 | −7   |
| 18.º | Woking               | 53   | 46 | 14 | 11 | 21 | 66 | 80 | −14  |
| 19.º | Chester              | 52   | 46 | 14 | 10 | 22 | 63 | 71 | −8   |
| 20.º | Guiseley             | 51   | 46 | 13 | 12 | 21 | 50 | 67 | −17  |
| 21.º | York City            | 50   | 46 | 11 | 17 | 18 | 55 | 70 | −15  |
| 22.º | Braintree Town       | 48   | 46 | 13 | 9  | 24 | 51 | 76 | −25  |
| 23.º | Southport            | 39   | 46 | 10 | 9  | 27 | 52 | 97 | −45  |
| 24.º | North Ferriby United | 39   | 47 | 12 | 3  | 32 | 32 | 82 | −50  |

|  | El equipo que ocupe esta posición al finalizar el torneo será campeón y ascenderá a la English Football League Two 2017-18.                         |
|  | Los equipos que ocupen estas posiciones al finalizar el torneo clasificarán a los play-off de ascenso a la Football League Two 2017-18.             |
|  | Los equipos que ocupen estas posiciones al finalizar el torneo descenderán a la National League North 2017-18 o a la National League South 2017-18. |

|  |

## Play-offs por el ascenso a laFootball League Two
|  | Semifinales          | Semifinales | Semifinales         | Semifinales |   |                 | Final | Final |  |
|  |                      |             |                     |             |   |                 |       |       |  |
|  |                      |             |                     |             |   |                 |       |       |  |
|  | Tranmere Rovers      | 3           | 2                   | 5           |   |                 |       |       |  |
|  | Tranmere Rovers      | 3           | 2                   | 5           |   |                 |       |       |  |
|  | Aldershot Town       | 0           | 2                   | 2           |   |                 |       |       |  |
|  | Aldershot Town       | 0           | 2                   | 2           |   | Tranmere Rovers | 1     |       |  |
|  |                      |             |                     |             |   | Tranmere Rovers | 1     |       |  |
|  |                      |             | Forest Green Rovers | 3           |   |                 |       |       |  |
|  | Forest Green Rovers  | 1           | Forest Green Rovers | 3           | 2 | 3               |       |       |  |
|  | Forest Green Rovers  | 1           |                     |             | 2 | 3               |       |       |  |
|  | Dagenham & Redbridge | 1           | 0                   | 1           |   |                 |       |       |  |
|  | Dagenham & Redbridge | 1           | 0                   | 1           |   |                 |       |       |  |
|  |                      |             |                     |             |   |                 |       |       |  |

### Semifinales
| 3 de mayo, | Aldershot Town | 0 - 3 | Tranmere Rovers                          | Recreation Ground, Aldershot |  |
|            |                |       | Cole Stockton 3' 75' · James Norwood 48' |                              |  |

| 4 de mayo, | Dagenham & Redbridge | 1 - 1 | Forest Green Rovers | Victoria Road, Londres |  |
|            | J. Drew 45'          |       | L. Noble 29'        |                        |  |

| 6 de mayo, | Tranmere Rovers                       | 2 - 2 | Aldershot Town                          | Prenton Park, Birkenhead |  |
|            | Cole Stockton 31' · James Norwood 90' |       | Bernard Mensah 43' · Jeff Hughes 50' AG |                          |  |

| 7 de mayo, | Forest Green Rovers                | 2 - 0 | Dagenham & Redbridge | The New Lawn, Nailsworth |  |
|            | C. Coidge 34' · K. Marsh-brown 45' |       |                      |                          |  |

### Final
| 14 de mayo, | Tranmere Rovers | 1 - 3 | Forest Green Rovers                             | Estadio de Wembley, Londres     |                                 |
|             | C. Jennings 22' |       | K. Woolery 11' · C. Doidge 41' · K. Woolery 44' | Asistencia: 18.801 espectadores | Asistencia: 18.801 espectadores |

- Datos: Q23891306